# 刘善经
刘善经（?—?），隋朝作家，河间人。
刘善经，博通知识见闻广博，尤其擅长写诗作文。历任著作佐郎、太子舍人。著有《酬德传》三十卷，《诸刘谱》三十卷，《四声指归》一卷，行于世。刘善经《四声指归》有言：“宋末以来，始有四声之目，沈氏乃着其谱论，云起自周颙。”和上官仪、元兢、崔融作为诗律论的代表。